# Rheinische Zeitung (SPD-Organ)
Die Rheinische Zeitung war eine von der SPD in Köln herausgegebene Tageszeitung, die 1892 zum ersten Mal erschien und sich im Titel bewusst auf das gleichnamige Vorgängerblatt und die von Karl Marx redigierte Neue Rheinische Zeitung aus den Jahren 1848/49 bezog. Erster Chefredakteur war 1894–1896 Carl Hirsch, der von der Frankfurter Zeitung kam. Ihm folgte 1896–1907 August Erdmann und diesem 1907–1920 Johannes Meerfeld. Mit wechselnden sozialdemokratischen Tendenzen erschien die Zeitung, deren langjähriger Redaktionsleiter als Nachfolger Meerfelds ab 1920 der Reichstagsabgeordnete und zeitweilige Reichsinnenminister (1923) Wilhelm Sollmann war,  bis zum Verbot durch die Nationalsozialisten. Am 6. Februar 1933 war die Zeitung für drei Tage verboten worden und am 28. Februar 1933 wurde ihre Tagesausgabe polizeilich beschlagnahmt. An diesem Tag erschienen in Preußen zum letzten Mal sozialdemokratische Zeitungen. Alle Zeitungen und Druckschriften wurden zunächst auf zwei Wochen verboten, am 13. und 27. März wurden die Verbote auf jeweils zwei Wochen verlängert. Am 10. März 1933 teilte der Kölner Regierungspräsident mit, er habe die Schließung des August-Bebel-Hauses angeordnet. Dieses war am 1. Mai 1931 als neues Domizil der Rheinischen Zeitung eingeweiht worden und wurde auch als Druckhaus Deutz bezeichnet. Am 10. Mai 1933 wurde das gesamte Vermögen der SPD beschlagnahmt und die Druckereien wurden schließlich nach dem Gesetz über die Einziehung volks- und staatsfeindlichen Vermögens vom 14. Juli 1933 enteignet. In dem ehemaligen Druck- und Verlagshaus der Rheinischen Zeitung auf der Deutz-Kalker-Straße in Köln-Deutz residierte dann bis zum Ende des Zweiten Weltkriegs die NS-Zeitung Westdeutscher Beobachter. Das Gebäude war bereits nach der Reichstagswahl vom 5. März 1933 von SA-Trupps besetzt und auf dem Dach eine Hakenkreuzfahne gehisst worden. Am 9. März 1933 wurden Sollmann und der Lokalredakteur Hugo Efferoth in ihren Wohnungen von SA- und SS-Leuten überfallen, in das Braune Haus (Sitz der Gauleitung) in der Mozartstraße befördert und dort schwer misshandelt. Letzter RZ-Vertriebsleiter war der spätere populäre Kölner Oberbürgermeister Theo Burauen.
Am 18. Februar 1946 erhielt eine sozialdemokratische Herausgebergruppe um den späteren ersten Vorsitzenden des Deutschen Gewerkschaftsbundes (DGB) Hans Böckler und den Kölner Oberbürgermeister Robert Görlinger von der britischen Militärregierung die Lizenz für die Wiederherausgabe der Rheinischen Zeitung als erster deutschen Tageszeitung in Köln nach dem Krieg. Die tägliche Auflage betrug 122.000 Exemplare. Chefredakteure waren die aus der Emigration zurückgekehrten Journalisten Willi Eichler und Heinz Kühn. Eichler war später als Mitglied des Parteivorstandes der SPD maßgeblich an der Ausarbeitung des  Godesberger Programms beteiligt, Kühn wurde Ministerpräsident der ersten sozial-liberalen Koalition in Nordrhein-Westfalen.
Mit der Währungsreform 1948, einer Auflagenkürzung um ein Drittel durch die Militärregierung, der Aufhebung des Lizenzzwangs für Zeitungen und dem Wiedererscheinen alter Konkurrenztitel wie dem Kölner Stadt-Anzeiger im Jahr 1949, verschlechterte sich die wirtschaftliche Situation des SPD-Organs, das schließlich nach einem Sanierungsversuch durch Kooperation mit dem in Düsseldorf erscheinenden Rhein-Echo 1951 an die Rheinisch-Westfälische Verlagsgesellschaft in Essen (NRZ Neue Ruhr Zeitung) des Verlegers Dietrich Oppenberg veräußert wurde. Bemühungen des SPD-Vorstandes, sich mit einer Kapitalbeteiligung von zehn Prozent Einfluss zu erhalten, waren vorher von Oppenberg strikt zurückgewiesen worden. Mit dem Anschluss an die NRZ erfolgte nach einer Überleitungsphase als Westdeutsche Neue Presse die Umbenennung in Neue Rhein Zeitung als unabhängige Tageszeitung mit eigenen Ausgaben und Redaktionen in Bonn, Aachen, Leverkusen-Opladen und in den damaligen Kreisen Köln-Land und Bergheim. Redaktionsleiter am Druckort Köln waren bis zur Einstellung im Jahr 1974 nacheinander Karl Zöller, Peter Fuchs, Helmar Meinel, Arnd Schwendy und Hans Mester.